# Mirzapur
Mirzapur (hindî : मिर्ज़ापुर - ourdou : مرزا پور) est une ville de l'Uttar Pradesh en Inde, capitale de la Division de Mirzapur et chef-lieu du District de Mirzapur.